# Punk-O-Rama Vol. 1
Punk-O-Rama Vol. 1  è il primo numero (di dieci) della raccolta omonima di brani di musica punk rock composti da diverse band accomunate dal fatto di esser tutte sotto contratto con l'etichetta discografica indipendente Epitaph Records.
Questa è l'unica pubblicazione della serie a non includere una canzone dei Pulley. È anche l'unica ad includere più di una traccia dello stesso gruppo (a parte i Bad Religion, che hanno una canzone in entrambi i dischi che compongono Punk-O-Rama Vol. 8). I Rancid, i NOFX, i The Offspring e i Pennywise hanno ciascuno due tracce in questo album.

## Tracce
1. Do What You Want – Bad Religion – 1:06
2. Don't Call Me White – NOFX – 2:33
3. Hyena – Rancid – 2:55
4. Session – The Offspring – 2:32
5. Dying to Know – Pennywise – 3:06
6. I Wanna Riot – Rancid – 3:11
7. Riot City – Total Chaos – 2:20
8. Crooked Bird – Gas Huffer – 3:05
9. We're Back We're Pissed – Rich Kids on LSD – 3:39
10. Jennifer Lost the War[1] – The Offspring – 2:34
11. Bright Green Globe – Down by Law – 3:36
12. Open Door – Pennywise – 1:42
13. Crack in the Universe – Wayne Kramer – 4:40
14. Liza & Louise – NOFX – 2:22
15. My Wall – Ten Foot Pole – 2:50
16. Reality Is a Ride on the Bus – SNFU – 3:05